# メディアックス
株式会社メディアックス（Mediax Co., Ltd.）は、日本の出版社。

## 概要
1990年2月に英知出版の子会社として設立。2001年3月に新社を設立し英知出版グループから独立（旧社は株式会社バウ．ハウスへ吸収合併）。2006年3月に曙出版と業務提携。
2010年9月、株式会社一水社および有限会社光彩書房の経営権を取得、その後株式会社かや書房、マイウェイ出版株式会社の経営権を収得。
あおば出版から引継いだレディースコミック誌を中心として、鉄道関係のムック、パソコン系ムック、映画ムックおよび各種書籍、電子書籍、YouTubeにも力を入れている。

## 刊行物

### 雑誌

#### コミック誌
- サクラ愛の物語（編集：カノン・クリエイティブ、奇数月11日発売）※あおば出版より移管[3]
- サクラミステリーデラックス（編集：カノン・クリエイティブ、毎月6日発売）※あおば出版より移管[4]
- 別冊サクラミステリーデラックス（編集：カノン・クリエイティブ、偶数月21日発売）※あおば出版より移管[5]
- 15の愛情物語（編集：カノン・クリエイティブ、毎月23日発売）※あおば出版より移管[6]
- 15の愛情物語スペシャル（編集：カノン・クリエイティブ、偶数月6日発売）※あおば出版より移管[7]
  - 魔夏の怪談
- 50代からの私たち（編集：カノン・クリエイティブ、奇数月17日発売）[8]
- ドラマチック愛と涙（奇数月29日発売）[9]
- 涙・感動! 看護師ものがたり（偶数月11日発売）

#### グラビア雑誌
- Cream（奇数月7日発売）※ワイレア出版より移管[10]

### デジタルコミック誌
- WEB版コミック激ヤバ！
- オトコのコHEAVEN
- オトコのコHEAVEN’S DOOR

### 過去の雑誌
- デラべっぴん
  - Exsister（発行：メディアステーション、1991年 - 1992年[11]）
- 夜遊び探検隊→夜遊隊→夜遊び隊（1991年 - [12]）
- アムリタ
- リップメイト
- DVD WOW!
- Topaz(トパーズ)（1990年 - 2000年[13]）- 後継誌はレディースコミックアモーレス
- パソコンパラダイス
- パソパラチャット
- コミックパソコンパラダイス
- コミック花いちもんめ（1991年 - 1995年[14]） - デラべっぴん増刊として創刊。後継誌はコミックゲイザー
- コミックゲイザー（1995年[15]） - 後継誌はコミックライズ
- コミックライズ（1995年 - 2001年[16]）
- ライズEX（2000年）
- コミックファンタジーライズ（2001年）- 以上のライズ系列誌はコミックPOTに統合
- コミックPOT（2001年 - 2006年）
- スーパーコミック
- Comic人妻熟女ざかり（2014年休刊[17]）※桃園書房より移管
- コミック激ヤバ!
- まんがドカン小町
- 泣ける!!波乱万丈女の劇場（2010年 - 2016年）
- 冤罪File（発行：希の樹出版）
- 官能小説ロマン（2016年 - 2022年）[18]
- 純官能私小説・秘密告白（2016年 - 2022年）[19]

### 書籍
- パラダイスノベルス（刊行終了）
- メディアックス告白文庫（刊行終了）
- さらさ文庫（刊行終了）

### パソコンソフト
- PPディスク
- 遊ディスク

### ムック
- 鉄道完全データ DVD BOOKシリーズ
- 最新Android無料アプリシリーズ
- 初心者でもわかるシリーズ
- スマートフォンパーフェクトマスターシリーズ
- MSアウトローシリーズ
- MSホラーシリーズ
- カルトムービー 本当に面白い日本映画1945-1980（桂千穂）
- カルトムービー 本当に面白い日本映画1981-2013（桂千穂）
- 別冊カルトムービー Jホラー怖さの秘密

### コミックス
- MDコミックス NEO

## 関係会社
- 株式会社岩尾悟志事務所 - 編集プロダクション
- 株式会社タビアーニ[20] - 一水社とマイウェイ出版を発売のアダルトムックの発行会社。過去にムック『ネットパワー』を発行（発売元：雄出版）
- 曙出版株式会社 - 出版社（2012年まで雑誌刊行[21]・日本図書コード管理センターでは出版活動停止扱い・e-honではメディアックスと統合）
- 株式会社一水社 - 出版社
- 有限会社光彩書房 - 出版社（2014年まで雑誌刊行[22]・電子書籍で活動中）
- 株式会社かや書房 - 書籍出版社
- マイウェイ出版株式会社 - 出版社